# 范公亭公园
范公亭公园，中国山东省青州市南阳河畔的一座公园，以纪念范仲淹的范公亭命名，现隶属于青州市阳河河湖事务中心管理，公园内有范公亭、三贤祠、李清照纪念祠、顺河楼、洋溪湖等景观。

## 历史
北宋皇祐三年（1051年），范仲淹升任为户部侍郎，调到青州任知州。范仲淹就任时，青州当地流行一种“红眼病”，已迁延多年，范仲淹亲自搜集民间验方，汲水制药，制成“青州白丸”，发放民间，很快制止了瘟疫流行。为汲水制药，范仲淹在阳溪河南岸打井取水，因水质纯净适合制药，被百姓取名为“醴泉”，也被称为“范公泉”。百姓感念范仲淹的功绩，将井称作“范公井”，井上亭子则被称为“范公井亭”或“范公亭”，最初是范仲淹亲自筹建的草亭，后来历经数次重修，元朝时改为砖木结构。
皇祐四年（1052年），范仲淹在调任颍州途中病逝，青州百姓在范公井亭旁建立范公祠纪念他。明朝末年时，祭祀富弼的富公祠和祭祀欧阳修的欧公祠被一并移到范公祠中祭祀，于是形成“三贤祠”。根据光绪《益都县图志》记载，富公祠原在瀑水涧旁，因纪念富弼在此祈雨而修建。明嘉靖十六年，青州兵备道康天爵因富公祠故址湮没，将其移建到阳水北岸的晏公庙。晏公是青州当地民间信仰中的一位水神。欧公祠原本一说也在瀑水涧旁，一说原在城西阳溪北岸。清朝顺治十八年（1661年），青州知府夏一凤重修三贤祠，并在祠后新建“后乐堂”，后乐堂的命名取范仲淹“后天下之乐而乐”之意。
民国初年，在范公亭北侧增建“澄清轩”，并新建院落大门和范公台。1934年5月，隐居泰山的冯玉祥拜访范文正公祠，题写对联“兵甲富胸中，纵教他虏骑横飞，也怕那范小老子；忧乐关天下，愿今人砥砺振奋，都学这秀才先生。”

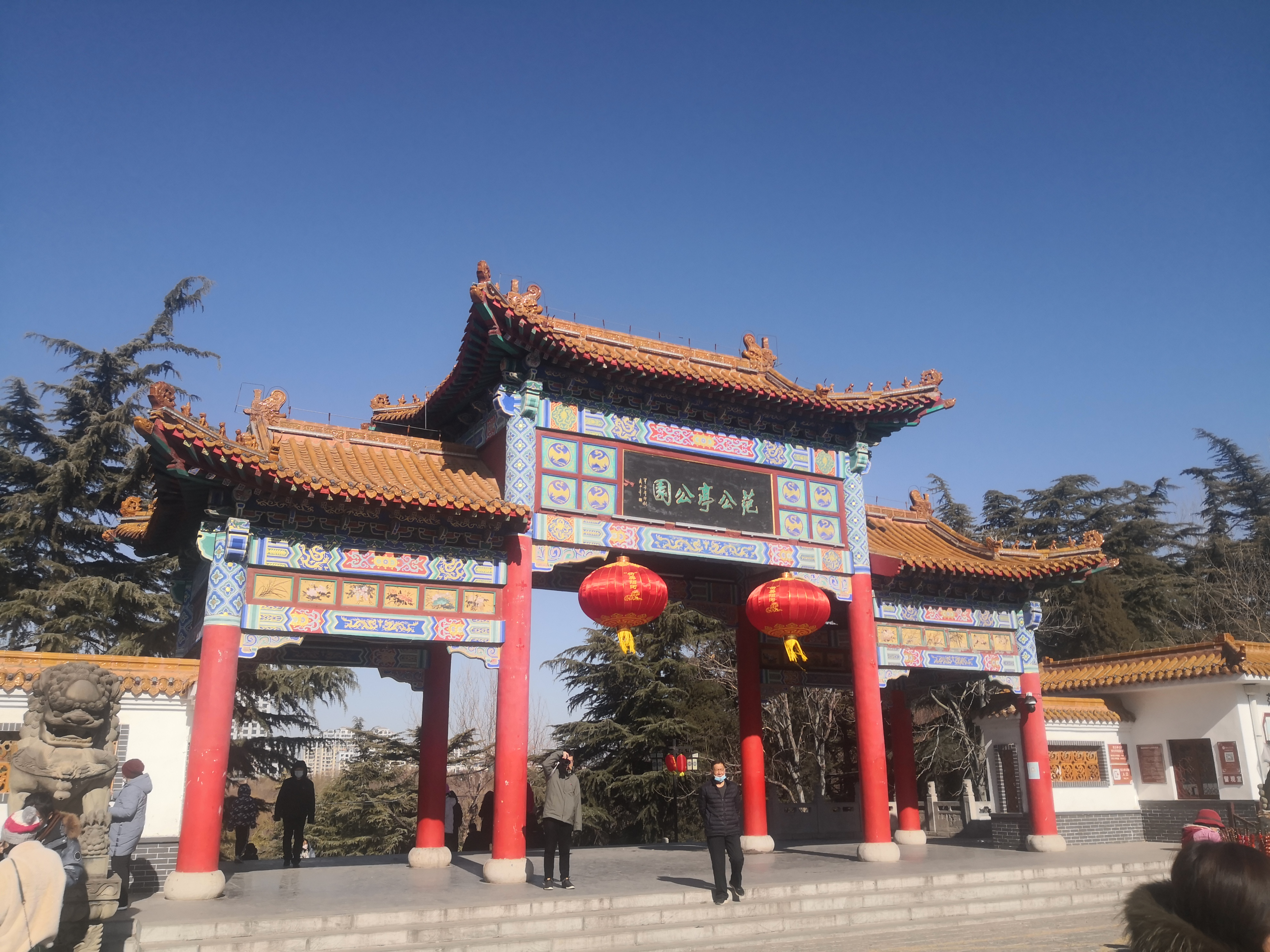
范公亭公园大门

1950年代初，三贤祠院内存有历代碑刻30余方。1964年，益都县政府将范公亭与顺河楼等胜景整合，统称为“范公亭公园”。文化大革命期间，该公园更名为“青年公园”，三贤祠内碑刻多被当作“四旧”毁坏。1978年，范公亭公园恢复原名。1980年开始，中共益都县委、益都县人民政府拨专款对三贤祠进行全面修整，翻修三贤祠、澄清轩，制作三公塑像，在范公祠内增绘大型丙烯重彩壁画，复制冯玉祥石碑并建筑碑廊，碑廊中镌有武中奇书写的《岳阳楼记》全文。1985年，在三贤祠的北面建成一座人工湖，名曰“洋溪湖”，湖中种植有大片的荷花。1987年，新建范公亭公园大门碑坊，木质水泥结构，琉璃瓦覆顶。1989年5月，为纪念曾在青州居住的李清照夫妻，李清照纪念祠在范公亭公园内洋溪湖畔建成开放。1993年，在原址扩建，扩建后面积为3000平方米。
2003年，中共青州市委、市人民政府改铸三贤铜像。2006年，中共青州市纪委把三贤祠辟为廉政文化教育基地。2007年，范公亭公园被评为国家AA级旅游景区。2008年，山东省纪委、监察厅为青州三贤祠授牌为省级廉政教育示范基地。2011年10月，公园向社会免费开放。2013年11月，中共青州市委、青州市人民政府对公园进行提升改造。2013年，范公亭建筑群列入第四批山东省文物保护单位。2020年，青州市对三贤祠进行全方位修缮。2023年，三贤祠修缮完成。2024年12月，范公亭公园被确定为国家AAA级景区。

## 布局
范公亭公园位于青州市范公亭西路65号，占地400余亩，南阳河穿园而过，园中有洋溪湖、永济桥、清风亭、三贤祠、李清照纪念祠等景致。三贤祠在范公亭公园的东南隅，为纪念范仲淹、富弼、欧阳修三位青州先贤而建，祠内用壁画描绘了三人的生平事迹，祠中设有碑廊。三贤祠大门西向，门楣“三贤祠”由中国书法家协会原主席舒同题写。三贤祠约有两个篮球场大小，进门迎面的是院中央的范公井，相传为范仲淹所修。井上的范公亭上木下石，六角飞檐，亭顶开圆孔与井下泉水相对，形成“天光下射，水光潋滟”的景观。井亭迎门两柱上刻有“井养无穷兆民允赖，泉源不竭奕世流芳”楹联；后石柱的两联则是“四境著闻行所无事，千年遗址因其自然”。井的正东数米是范公祠，祠堂内有范公像及其生平壁画。范公祠的左侧为纪念富弼的富公祠，右侧为纪念欧阳修的欧阳公祠，也称欧公祠。三祠相连，中间高而两侧低。院南有一片竹林，竹后有碑廊，碑廊中有《岳阳楼记》碑刻。院中心有三株古木，为唐楸、宋槐。树北有冯玉祥隶书碑联。

## 非遗
2015年，青州市提出将范公亭公园建设成为非遗博览园、非遗主题公园，动态展示青州传统手工技艺、传统美术等非遗项目。园内有青州府花边大套、青州泥塑等具有经营性、表演性的非遗项目。

## 备注
1. ↑  一说占地面积300余亩[16]